# 정물오름
정물오름(井水岳)은 대한민국 제주특별자치도 제주시 한림읍에 있는 기생 화산으로 제주특별자치도 제주시 한림읍 금악리에 있는 해발 466m.1의 오름(측화산)이다.

## 위치
제주특별자치도 제주시 한림읍 금악리에 위치한 측화산이다. 북서쪽으로 넓게 터진 말굽형 화구를 지니고 있다. 서쪽 기슭에는 원추형 알오름이 솟아 있는데, 정물알오름이라고 한다. 기슭에 샘이 있어서 '정물오름'이라 했다고 한다.

## 배경
제주시 한림읍 금악리 지형의 특성은 해안에서 완만한 경사가 내륙쪽으로 깊숙이 이어져 층위별 저지대가 넓게 펼쳐져 있다. 화산 지형의 특색으로 16개의 오름이 분포하는데 정물오름을 비롯하여 금오름(427.5m)· 당오름· 새별오름·세미소오름 등이 해발 200m의 중산간 마을인 금악리에 집중되어 있다.
용암 동굴은 24곳에서 발견되는데 쌍용굴·협재굴·소천굴 등이 협재리, 명월리, 상명리에 있다. 해안 쪽으로의 완만한 경사는 협재리 등의 해안 저지대에 용암 표면이 고결되었지만 내부는 유동 용암이 하류로 흘러 생겨난 용암 동굴이 발달하게 하는 요인이 되기도 한다.
해안 지역은 평지 지형이어서 용천수가 이용 가능한 지역에서는 오래전부터 마을이 발달해 왔다. 현재 대림리에서 한림리에 이르는 지역에는 참나무와 느티나무 등이 무성한 숲을 이루고 있어 한수풀로 불리며, 중산간 지대에는 넓은 초지가 발달해 있다.

## 전해오는 이야기
정물오름은 『탐라순력도』(한라장촉)에 '정수(井水)', 『탐라도』와 『제주삼읍도총지도』, 『제주삼읍전도』, 『제주군읍지』의 「제주지도」에 '정수악(井水岳), '『조선지형도』에는 '정수악(汀水岳)'으로 표기했다. 개가 가리켜 준 명당터라는 전설이 있다.

## 같이 보기
- 문도지오름
- 도너리오름
- 이시돌 목장